# Mexiko i olympiska sommarspelen 1928
Mexiko deltog med 30 deltagare vid de olympiska sommarspelen 1928 i Amsterdam. Ingen av landets deltagare erövrade någon medalj.